# María Luisa Verón
María Luisa Verón conocida artísticamente como Lina Verón fue una cancionista del género folclórico argentina.

## Carrera
Fue una intérprete del género folclórico criollo en las primeras décadas del siglo XX. Formó junto al cantor y guitarrero  Aníbal Sauce, el popular dúo Verón-Sauce, que con sus interpretaciones folclóricas han batido un récord por famosas emisoras del momento como: Radio Sténtor y Radio París  entre 1934 y 1935.
Esta dupla fue muy reconocida por radioescuchas en épocas en la que comenzabas a surgir dúos tanto en el folclore como en el tango, tales son los casos de Rodolfo Martínez- Víctor Manuel Ledesma (Acompañados por el piano por el maestro del jazz Enrique "Mono" Villegas), Agustín Magaldi - Pedro Noda  y el dúo salteño formado por Gustavo "Cuchi" Leguizamón y  Manuel J. Castilla.